# Marianne Brandt (contralto)

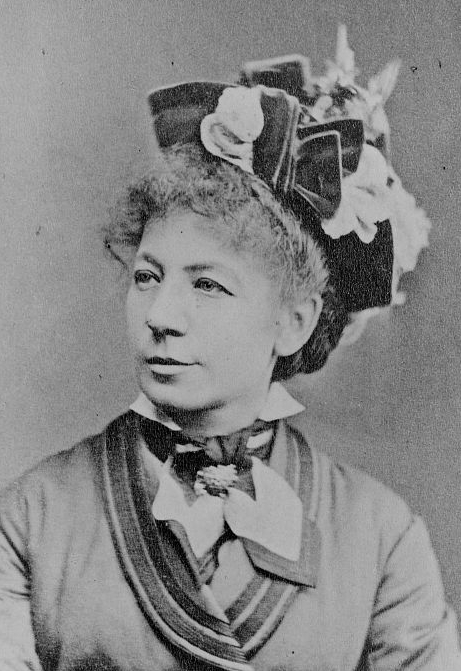
Marianne Brandt (contralto)

Marianne Brandt, nome de solteira Marie Bischof (1842-1921) foi uma cantora de ópera, alemã. Nasceu em Viena e estudou no conservatório de Vienna. Ela primeiro chamou a atenção no papel de Recha em La Juive e logo depois aceitou trabalhar em Graz. De 1868 a 1886 esteve associada com a Ópera Real em Berlim. Em 1886 foi para Nova Iorque, onde cantou durante diversas temporadas os principais papéis de contralto no Metropolitan Opera com a regência de Seidl. Lilli Lehmann e Emil Fischer estavam se apresentando lá, também. Dotada de rica voz de contralto de extraordinária extensão e possuindo dons teatrais excepcionais, Marianne Brandt foi tida, em seu apogeu, como um dos maiores contraltos da Alemanha do século. Como uma admirável intérprete de papéis Wagnerianos, ela contribuiu grandemente para o sucesso dos festivais de música de Bayreuth em 1876 e 1882. Em 1890, fixou domicílio em Viena e trabalhou como professora de canto.